# 인도 여자 축구 국가대표팀

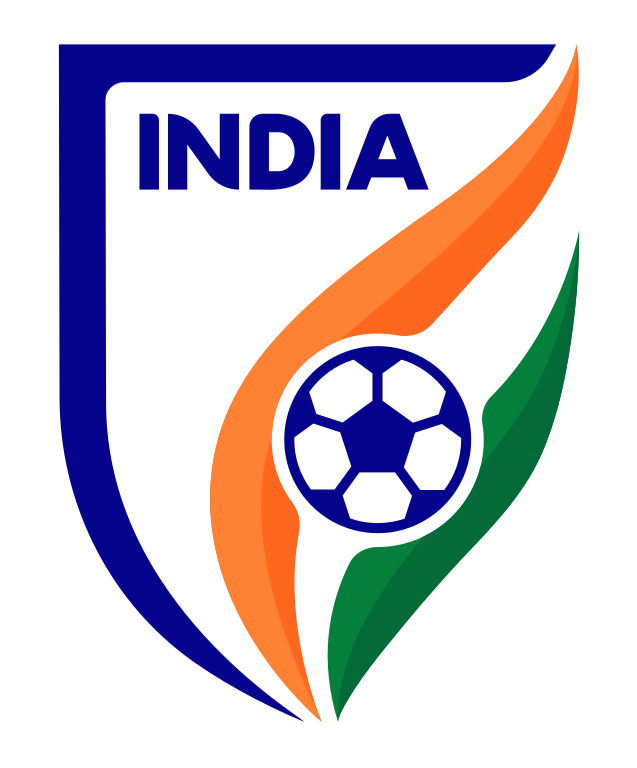

인도 여자 축구 국가대표팀은 인도를 대표하는 여자 축구 대표팀으로 전인도 축구 연맹에서 관리한다. 1981년 6월 7일 싱가포르와의 1981년 AFC 여자 축구 선수권 대회 1차전에서 국제 A매치 데뷔전을 치렀고 이 경기에서 5-0 대승을 거두었으며 FIFA 여자 월드컵과 하계 올림픽 본선 진출 기록은 없다.

## 국제 대회 경력

### AFC 여자 아시안컵
여자 아시안컵 본선에는 9번 출전하여 1979년과 1983년 대회에서 준우승을 차지했고 1981년 대회에서는 3위에 입상하며 인도 여자 축구 역사상 아시안컵 최고 성적을 거두었지만 이후 홈에서 열린 2022년 대회 도중에 대표팀 선수들이 코로나19에 집단 감염되어 경기에 참가할 수 있는 최소 인원인 선수 13명에 미달하는 사태까지 발생하면서 기권을 선언하는 등 별다른 성과를 거두지 못하고 있다.

### 아시안 게임
아시안 게임에는 2번 출전하여 2번 모두 조별리그에서 탈락했지만 같은 남아시아팀인 몰디브와의 2014년 대회 A조 조별리그 1차전에서 15-0의 대승을 거두며 아시안 게임 축구 첫 승을 신고했다.

### SAFF 여자 챔피언십
2010년에 대회가 처음 시작된 이래로 2024년까지 7번의 대회에 출전하여 이 중 5번의 대회에서 우승컵을 휩쓸면서 이 대회의 최다 우승 타이틀을 보유하고 있다.

### 남아시아 경기 대회
남아시아 경기 대회에는 3번의 대회(2010년, 2016년, 2019년)에 출전하여 3번의 대회에서 모두 금메달을 휩쓸면서 남아시아 내에서만큼은 최강팀다운 모습을 보여주고 있다.

## 성적

### FIFA 여자 월드컵
| 연도   | 결과      | 경기      | 승        | 무        | 패        | 득점      | 실점      |           |
| ------ | --------- | --------- | --------- | --------- | --------- | --------- | --------- | --------- |
| 1991년 | 불참      | 불참      | 불참      | 불참      | 불참      | 불참      | 불참      | 불참      |
| 1995년 | 불참      | 불참      | 불참      | 불참      | 불참      | 불참      | 불참      | 불참      |
| 1999년 | 예선 탈락 | 예선 탈락 | 예선 탈락 | 예선 탈락 | 예선 탈락 | 예선 탈락 | 예선 탈락 | 예선 탈락 |
| 2003년 | 예선 탈락 | 예선 탈락 | 예선 탈락 | 예선 탈락 | 예선 탈락 | 예선 탈락 | 예선 탈락 | 예선 탈락 |
| 2007년 | 예선 탈락 | 예선 탈락 | 예선 탈락 | 예선 탈락 | 예선 탈락 | 예선 탈락 | 예선 탈락 | 예선 탈락 |
| 2011년 | 불참      | 불참      | 불참      | 불참      | 불참      | 불참      | 불참      | 불참      |
| 2015년 | 예선 탈락 | 예선 탈락 | 예선 탈락 | 예선 탈락 | 예선 탈락 | 예선 탈락 | 예선 탈락 | 예선 탈락 |
| 2019년 | 예선 탈락 | 예선 탈락 | 예선 탈락 | 예선 탈락 | 예선 탈락 | 예선 탈락 | 예선 탈락 | 예선 탈락 |
| 2023년 | 기권      | 기권      | 기권      | 기권      | 기권      | 기권      | 기권      | 기권      |
| 2027년 |           |           |           |           |           |           |           |           |
| 합계   | 0/9       |           |           |           |           |           |           |           |

### 올림픽 축구
- 1996년 ~ 2004년: 불참
- 2008년 ~ 2020년: 예선 탈락

### AFC 여자 아시안컵
- 1975년: 불참
- 1977년: 불참
- 1979년: 준우승
- 1981년: 3위
- 1983년: 준우승
- 1986년: 불참
- 1989년: 불참
- 1991년: 불참
- 1993년: 불참
- 1995년: 조별 예선
- 1997년: 조별 예선
- 1999년: 조별 예선
- 2001년: 조별 예선
- 2003년: 조별 예선
- 2006년: 예선 탈락
- 2008년: 예선 탈락
- 2010년: 불참
- 2014년: 예선 탈락
- 2018년: 예선 탈락
- 2022년: 대회 도중 기권[주 1]

### 아시안 게임
- 1990년 ~ 1994년: 불참
- 1998년: 조별 예선
- 2002년 ~ 2010년: 불참
- 2014년: 조별 예선
- 2018년: 불참
- 2022년: 조별 예선

### SAFF 여자 챔피언십
- 2010년 ~ 2019년: 우승
- 2022년 ~ 2024년: 4강

### 남아시아 경기 대회
- 2010년: 우승
- 2016년: 우승
- 2019년: 우승

## 역대 감독
| 감독            | 임기   |
| --------------- | ------ |
| 토마스 덴네르뷔 | 2021 ~ |

## 같이 보기
- 인도 축구 국가대표팀

### 내용주
1. ↑  인도는 원래 2022년 AFC 여자 아시안컵에서 개최국 자격으로 자동으로 본선 진출했다. 그러나 이란과의 조별 예선 1차전 경기가 끝난 이후에 대표팀 선수들이 코로나19에 집단 감염되었고 경기에 참가할 수 있는 최소 인원인 선수 13명에 미달하여 강제 기권하였다.